# Wildemann
Wildemann è una città di 768 abitanti della Bassa Sassonia, in Germania.
Appartiene al circondario (Landkreis) di Goslar (targa GS) ed è parte della comunità amministrativa (Samtgemeinde) di Oberharz.